# Das Kleine Blatt
Das Kleine Blatt est un quotidien autrichien fondé le 1er mars 1927 et disparu début 1944. Du 14 juin 1947 au 26 juin 1971, il a reparu comme hebdomadaire, en n'ayant cependant que peu de rapports avec le quotidien.